# Saw Rock
Saw Rock är en klippa i Sydgeorgien och Sydsandwichöarna (Storbritannien). Den ligger i den östra delen av Sydgeorgien och Sydsandwichöarna.
Terrängen runt Saw Rock är lite kuperad.  Det finns inga samhällen i närheten. 